# 미잔 자이날 아비딘
미잔 자이날 아비딘(말레이어: Mizan Zainal Abidin)은 말레이시아의 왕실 인물로 현재 트렝가누 주의 현임 제17대 술탄이다. 그는 2006년부터 2011년까지 양디-퍼르투안 아공(말레이시아의 군주)으로 재직했다. 말레이인이며 수니파 무슬림이다(둘 다 군주가 될 수 있는 조건을 갖추고 있음).